# Un été avec Monika
Pour les articles homonymes, voir Monica.
Pour plus de détails, voir Fiche technique et Distribution.
Un été avec Monika (Sommaren med Monika), également connu sous les titres Monika et le Désir ou Monika, est un film suédois réalisé par Ingmar Bergman, sorti en 1953.

## Synopsis
Harry, garçon livreur, et Monika, ouvrière dans un magasin d’alimentation, font connaissance dans un bar et vont au cinéma, voir un film intitulé Rêve de femmes. En rentrant dans son appartement misérable, Monika rêve d’évasion et affronte son père alcoolique. Elle part se réfugier chez Harry, mais celui-ci craignant l’arrivée de sa tante préfère passer la nuit avec Monika dans le canot à moteur de son père. Le lendemain, Harry arrive encore une fois en retard à son travail et subit les reproches habituels de son patron. Il décide de s’enfuir avec Monika loin de Stockholm. Sur l’île d'Ornö, les deux amants mènent une vie sauvage et idyllique. Mais la fin de l’été et le manque d'argent les contraignent à reprendre le chemin de la ville.
Monika est enceinte, Harry l'épouse, mais la tristesse de la vie quotidienne brise l'équilibre du jeune couple. Monika trompe Harry qui, ne supportant pas l'infidélité de son épouse, décide d'élever seul son enfant.

## Fiche technique
- Titres français : Un été avec Monika, Monika et le Désir ou Monika
- Titre original : Sommaren med Monika
- Réalisation : Ingmar Bergman
- Scénario : Ingmar Bergman, d'après le roman Sommaren med Monika (sv) de Per Anders Fogelström
- Musique : Erik Nordgren et Eskil Eckert-Lundin
- Photographie : Gunnar Fischer
- Montage : Tage Holmberg et Gösta Lewin
- Production : Allan Ekelund
- Pays d'origine :  Suède
- Langue originale : suédois
- Format : noir et blanc - 1,37:1 - 35 mm - Mono
- Genre : drame et romance
- Durée : 96 minutes[1]
- Dates de sortie :
  - Suède : 9 février 1953
  - France : 14 mai 1954
  - Suisse : 11 novembre 1954 (Suisse romande)
- Affiche : Gilbert Allard (France)

## Distribution
- Harriet Andersson : Monika
- Lars Ekborg : Harry
- Dagmar Ebbesen : la tante de Harry
- Åke Fridell : le père de Monika
- Naemi Briese : la mère de Monika
- Åke Grönberg : l'ami de travail de Harry
- John Harryson : Lelle
- Bengt Eklund : un homme à l'entrepôt de légumes
- Gösta Prüzelius : un vendeur du Forsberg
- Renée Björling (non créditée) : l'épouse du propriétaire

## Accueil critique
Lors de la reprise de Monika en 1958, Jean-Luc Godard écrit dans le journal Arts : « Boudé autrefois lors de sa sortie sur les boulevards, Monika est le film le plus original du plus original des cinéastes ».

## Procédés cinématographiques
Avant de tromper Harry, Monika regarde fixement la caméra, rompant ainsi avec une convention du cinéma classique voulant que les acteurs ne regardent jamais la caméra. Jean-Luc Godard analyse ce regard caméra comme une prise à témoin du spectateur : « Il faut avoir vu Monika rien que pour ces extraordinaires minutes où Harriet Andersson, avant de recoucher avec un type qu'elle avait plaqué, regarde fixement la caméra, ses yeux rieurs embués de désarroi, prenant le spectateur à témoin du mépris qu'elle a d'elle-même d'opter volontairement pour l'enfer contre le ciel. C'est le plan le plus triste de l'histoire du cinéma ».
Selon Alain Bergala, Monika, par ce regard, demande à chaque spectateur soit de prendre son parti, soit de la condamner et de se placer du côté de son mari. Il fait observer que la lumière du jour, autour de Monika, est progressivement supprimée pour établir un rapport d'intimité avec le personnage.

## Autour du film
- Adaptation de Un été avec Monika (Per Anders Fogelstöm, 1951), traduit en français par Vincent Dulac, Cupidus Legendi, 2023, réédition en 2025, 286 p.  (ISBN 978-2-9586430-6-5)
- Présenté comme un film érotique à sa sortie, Monika est alors interdit aux moins de 16 ans.
- Dans le film Les Quatre Cents Coups de François Truffaut (1959), les personnages d'Antoine et René volent une photo d'Harriet Andersson dans Monika, affichée dans le hall d'un cinéma.